# Freddy vs. Jason
Freddy vs. Jason je americký hororový film, ve kterém se proti sobě střetávají dvě slavné hororové postavy z 80. let, popálený Freddy Krueger z  Noční můry v Elm Street a Jason Voorhees z Pátku třináctého.

## Děj
Protože na Freddyho už každý zapomněl a jemu to ničí síly, potřebuje od někoho pomoc a ten někdo je Jason Voorhees, masový vrah, kterého Freddy oživil. Jason má Freddymu pomoci s vražděním ve Springwoodu, čímž má lidem nahnat znovu strach. Jenže Jason začne zabíjet i oběti, které patří Freddymu. Proto ho musí Freddy dostat k sobě do snu, kde se ho pokusí zneškodnit, což mu ale nevyjde. Spícího Jasona totiž naloží skupina teenagerů do auta a odvezou ho ke Křišťálovému jezeru, kde se Jason probudí. Mezitím přivede mladá Lori Campbellová Freddyho ze snu do reality, taktéž ke Křišťálovému jezeru, kde začne mezi Freddym a Jasonem velký boj.

## Hrají
- Robert Englund (Freddy Krueger)
- Ken Kirzinger (Jason Voorhees)
- Monica Keena (Lori Campbellová)
- Jason Ritter (Will Rollins)
- Kelly Rowland (Kia Watersonová)
- Chris Marquette (Charlie Linderman)
- Brendan Fletcher (Mark Davis)
- Katharine Isabelle (Gibb)